# Кордони Андорри і Іспанії
Кордон між Андоррою та Іспанією проходить в Піренеях між північною Іспанією та південною Андоррою . Це 64 кілометри (40 миля) довгий. Це зовнішній кордон ЄС, оскільки Андорра не входить до ЄС.

## Технічні характеристики
Іспансько-андорський кордон проходить 64 км між півднем Андорри та північною частиною Іспанії (автономним співтовариством Каталонія) у Піренейських горах. Оскільки Іспанія та Андорра розташовані на одному вододілі, подорожувати легше (дороги кращі), ніж подорожувати між Андоррою та Францією. Найуживанішими мовами Андорри є також каталонська та іспанська .
Кордон починається на заході в Андорра-Франція-Іспанія Tripoint (42°36′13″ пн. ш. 1°26′30″ зх. д. / 42.60361° пн. ш. 1.44167° зх. д.). Далі він рухається загалом у південно-східному напрямку, а потім повертається на північний схід до східної трипункту Андорра-Іспанія-Франція (42°30′09″ пн. ш. 1°43′34″ зх. д. / 42.50250° пн. ш. 1.72611° зх. д.). Лінія розділу між двома країнами проходить через високогірні райони, часто понад 2000 м, і проходить впритул до найвищої точки Андорри, піку Кома Педроса . Він також межує з долиною Мадріу-Перафіта-Кларор, єдиним об'єктом Всесвітньої спадщини ЮНЕСКО в Андоррі.
У травні 2015 року Європейська комісія прийняла програму співпраці для покращення захисту навколишнього середовища на кордонах Іспанії-Андорри та Андорри-Франції.

## Прикордонний контроль

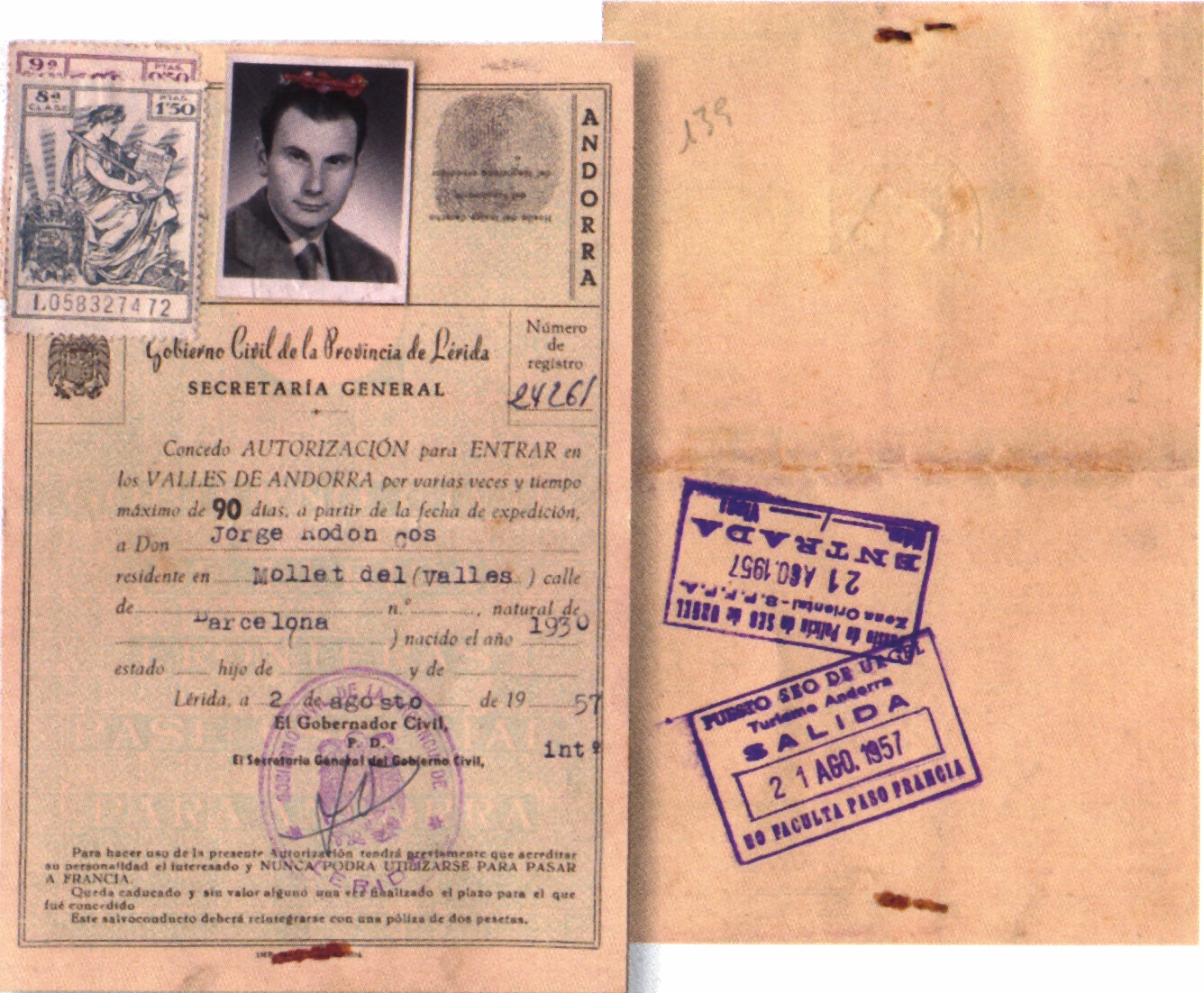
Дозвіл на в'їзд для іспанця, виданий в Леріді, 1957 рік.

Основний канал зв'язку між двома країнами проходить через долину Валіра між Ла-Сеу-д'Уржель і парафією Сан-Джулія-де-Лорія . Єдиний прикордонний контроль на кордоні Андорри та Іспанії розташований уздовж цієї дороги. Немає залізничного пункту перетину.
Крім того, вертольотам дозволено їхати в аеропорти з прикордонним контролем інших країн, але не куди-небудь за межами Андорри. Рейси зазвичай здійснюються в аеропорти Барселони або Тулузи .
Угода, підписана в 2003 році між Францією, Іспанією та Андоррою, регулює переміщення та проживання в Андоррі громадян третіх держав. Там сказано, що три країни координуватимуть свої візові вимоги, хоча насправді Андорра сьогодні дотримується візових вимог Шенгенської угоди. , і що Андорра дозволить в'їзд лише тим, хто має право в'їзду до Іспанії чи Франції  . Андоррі дозволено дозволяти проживання будь-якій особі, і такі особи будуть розглядатися як довгострокові резиденти Франції чи Іспанії  .

## Контрабанда
Через низький податок на тютюн в Андоррі існує значна контрабанда сигарет між двома країнами; він проходить через прикордонний пост Ла-Фарга-де-Молас, але також часто проходить через гори. Guardia Civil відповідає за спостереження на кордоні та заарештовує контрабандистів з іспанської сторони.